# Leierschwanz-Nachtschwalbe
Die Leierschwanz-Nachtschwalbe (Uropsalis lyra, Syn.: Hydropsalis lyra) ist eine Vogelart aus der Familie der Nachtschwalben (Caprimulgidae).
Sie kommt in Argentinien, Bolivien, Ecuador, Kolumbien, Peru und Venezuela vor.
Ihr Verbreitungsgebiet umfasst feuchten Nebel- oder tropischen Regenwald, Lichtungen, Schneisen.

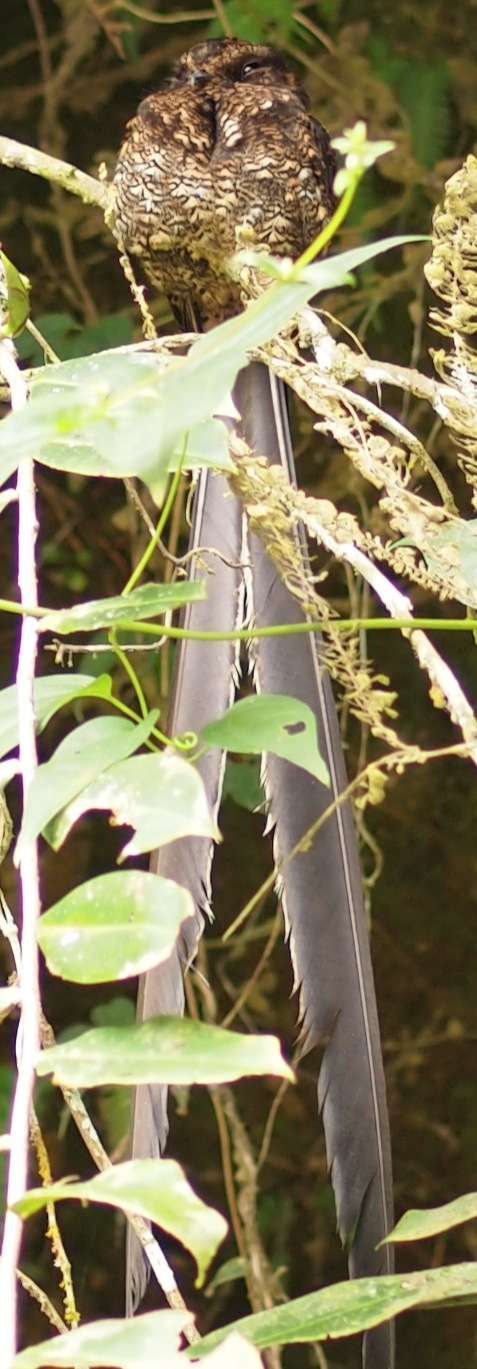
Leierschwanz-Nachtschwalbe

## Beschreibung
Die Leierschwanz-Nachtschwalbe ist 25–28 cm groß, das Männchen wiegt etwa 68 g, das Weibchen zwischen 74 und 79 g. Beim Männchen kommen die äußeren Schwanzfedern hinzu, die bis zu 80 cm lang werden können. Die Art hat kein Weiß auf Schwanz oder Flügeln, jedoch ein rotbraunes Nackenband.

## Stimme
Der Ruf des Männchens wird als Reihe ansteigender wéeou-tee-Töne oder als wip-wip-wip beschrieben vom Boden aus gerufen.

## Geografische Variation
Es werden folgende Unterarten anerkannt:
- U. l. lyra (Bonaparte 1850)[5], Nominatform – Anden in Westvenezuela (Mérida), Kolumbien und Ecuador
- U. l. peruana (Berlepsch & Stolzmann, 1906)[6] – Östliche Andenseite von Peru (Amazonasbecken) bis Bolivien (Santa Cruz)
- U. l. argentina Olrog, 1975[7] – Anden im Norden Argentiniens (Jujuy) und möglicherweise Süden Boliviens

## Lebensweise
Die Nahrung besteht, soweit bekannt, aus  Insekten und Nachtfaltern, die mit kurzen Sprüngen vom Boden oder von einem Ansitz erbeutet werden. Die Nachtschwalbe ist nachtaktiv und sitzt gern auf Wegen.
Die Brutzeit liegt in Kolumbien zwischen Juni und Dezember.

## Gefährdungssituation
Die Leierschwanz-Nachtschwalbe gilt als „nicht gefährdet“ (least concern).

## Etymologie und Forschungsgeschichte
Die Erstbeschreibung der Leierschwanz-Nachtschwalbe erfolgte 1850 durch Charles Lucien Jules Laurent Bonaparte unter dem wissenschaftlichen Namen Hydropsalis lyra. Das Typusexemplar stammte aus Santa Fe de Bogotá. Es war Waldron DeWitt Miller, der 1915 die neue Gattung Uropsalis einführte. Das Wort Uropsalis leitet sich aus den griechischen Wörtern ουρά ourā für „Schwanz“ und ψαλίς, ψαλίδος psalīs, psalīdos für „Schere“ ab. Der Artname lyra ist das lateinische Wort für „Leier“. peruana bezieht sich auf Peru, argentina auf Argentinien.